# فاكون بايو
فاكون بايو (بالفرنسية: Vakoun Issouf Bayo) (مواليد 10 يناير 1997) هو لاعب كرة قدم من ساحل العاج يلعب في مركز الهجوم في نادي سلتيك.

## روابط خارجية
- فاكون بايو على موقع قاعدة بيانات كرة القدم.إي يو (الإنجليزية)
- فاكون بايو على موقع ليكيب (الفرنسية)
- فاكون بايو على موقع ناشيونال فوتبول تيمز (الإنجليزية)
- فاكون بايو على موقع Soccerbase.com (لاعب) (الإنجليزية)
- فاكون بايو على موقع Soccerway.com (الإنجليزية)
- فاكون بايو على موقع عالم كرة القدم.نت (الإنجليزية)